# Joanna Nowak-Michalska

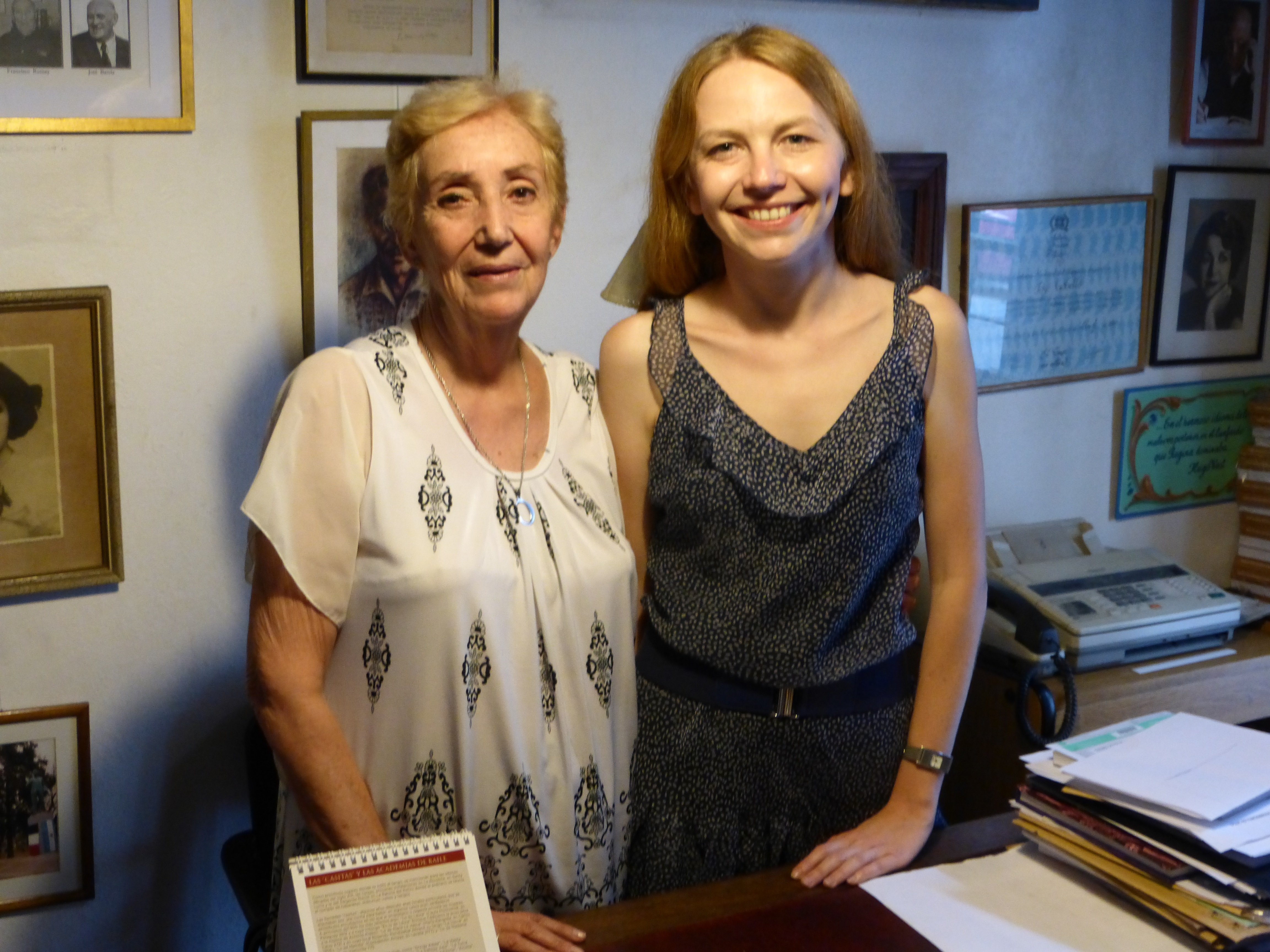
Joanna Nowak-Michalska (z prawej) z Otilią Da Veiga, przewodniczącą Academia Porteña del Lunfardo, w jej siedzibie w Buenos Aires

Joanna Nowak-Michalska – językoznawczyni polska specjalizująca się w języku hiszpańskim, doktor nauk humanistycznych związana z Uniwersytetem im. Adama Mickiewicza w Poznaniu. Bada m.in. lunfardo – żargon argentyńskiej odmiany języka hiszpańskiego używany w Buenos Aires i regionie La Plata.

## Życiorys
Jest członkinią korespondentką Akademii Lunfardo w Buenos Aires (Academia Porteña del Lunfardo), instytucji mającej na celu badanie tego zjawiska językowego i krzewienie wiedzy o nim. 
Jest także autorką publikacji dotyczących hiszpańskiego i polskiego języka prawa, m.in. Modalność deontyczna w języku prawnym na przykładzie polskiego i hiszpańskiego kodeksu cywilnego (2012, Poznań: Wydawnictwo Rys).

## Prace poświęcone lunfardo
- „Obraz obyczajowości w świecie użytkowników lunfardo. Analiza materiału leksykalnego”, 2010, W: Nowe języki. Studia z zakresu kreolizacji języków i kultur, red. Waldemar Kuligowski, Wrocław: Polskie Towarzystwo Ludoznawcze, str. 47-62.
- „Lunfardo lexical units related to legal matters”, Comparative Legilinguistics, 2, 2010, str. 93-103.
- „Lunfardo”, Czas kultury, 3, 2009, str. 74-82.